# Giambattista Avellino
Giambattista Avellino (Livorno, 18 novembre 1957) è un regista, sceneggiatore e autore televisivo italiano con cittadinanza francese.

## Biografia
Nel periodo universitario collabora come sceneggiatore a fumetti come Lanciostory e Skorpio.
Dopo un breve periodo come conduttore radiofonico, si dedica alla regia e sceneggiatura televisiva di tv-movie e serie televisive o in qualità di autore televisivo, collaborando per diverso tempo con Sandra Mondaini e Raimondo Vianello per trasmissioni come Casa Vianello, Crociera Vianello, Il gioco dei 9, Zig Zag, Pressing e Sandra e Raimondo Show. Ha lavorato anche per altre produzioni, tra cui Le Iene, Quelli che il calcio e Telenauta '69.
Per il cinema scrive Nati stanchi e dirige come regista Il 7 e l'8 e La matassa, commedie con il duo comico Ficarra e Picone.

## Filmografia parziale

### Sceneggiatore
- Nati stanchi, regia di Dominick Tambasco (2001)

### Regista e sceneggiatore
- Il 7 e l'8, con Ficarra e Picone (2007)
- La matassa, con Ficarra e Picone (2009)
- C'è chi dice no (2011)
- Un Natale per due (2011) (film TV)
- Un Natale con i fiocchi (2012) (film TV)

## Opere
- Il cono di luce del futuro dell'evento, Instar Libri, 2004, ISBN 9788846100634